# Six Ugly
six Ugly é o segundo EP da banda japonesa de rock Dir en grey, lançado em 21 de julho de 2002. As canções "Byou Shin" e "Children" são regravações de faixas do EP MISSA e do single "Taiyou no Ao", respectivamente.

## Recepção
Alcançou a nona  posição nas paradas da Oricon Albums Chart e manteve-se por três semanas.

## Faixas
Todas as letras escritas por Kyo. 
| N.º | Título               | Música | Duração |  |
| 1.  | "Mr. Newsman"        | Die    | 3:52    |  |
| 2.  | "Ugly"               | Shinya | 4:54    |  |
| 3.  | "Hades"              | Kyo    | 3:24    |  |
| 4.  | "Umbrella"           | Shinya | 4:06    |  |
| 5.  | "Children"           | Die    | 4:01    |  |
| 6.  | "Byou Shin (秒｢｣深)" | Kaoru  | 5:37    |  |

## Ficha técnica
Dir en grey
- Kyo (京) – vocais
- Kaoru (薫) – guitarra
- Die – guitarra
- Toshiya – baixo
- Shinya – bateria